# Bosh
Bosh (* 26. Mai 1992 in Plaisir, Île-de-France) ist ein französischer Rapper und Schauspieler kongolesischer Herkunft.

## Leben und Karriere
Der Rapper wurde 1992 geboren und stammt aus dem West-Pariser Vorort Plaisir. Erstmals Bekanntheit erlangte er 2009 durch die YouTube-Webserie Dand le kartier. Später schloss er sich der Gruppe BLK an, bestehend aus Rappern und Musikern. Zeitweise gehörte er auch der Gruppe 78 aus Boshs Département Yvelines an. 2016 machte er durch die Veröffentlichung der Freestyle-Reihe Mal dominant als Solokünstler auf sich aufmerksam. Am 22. Juni 2018 veröffentlichte er sein erstes Mixtape Dos argenté und erreichte Platz 68 der französischen Albumcharts. Aus diesem Projekt resultierten seine ersten Charterfolge in den französischen Singlecharts, darunter Four, C’est pour nous und Sans effets. Der endgültige Durchbruch gelang ihm mit dem Album Synkinisi im Frühjahr 2020. In Folge einer Wiederveröffentlichung am 29. Mai 2020 kletterte es bis auf Platz vier der Albumcharts. Die Singleauskopplung Djomb erreichte im Juni 2020 sogar Platz eins der französischen Singlecharts und wenig später auch die Spitze der Charts in Belgien (Wallonien).
Seit März 2020 ist er Bestandteil der französischen TV-Serie Validé und verkörpert die Rolle des Karnage. Die Serie wird auf Canal+ ausgestrahlt. 2022 war er in Du crépitement sous les néons zu sehen.

## Diskografie

### Studioalben
| Jahr | Titel Musiklabel | Höchstplatzierung, Gesamtwochen, AuszeichnungChartplatzierungen (Jahr, Titel, Musiklabel, Platzierungen, Wochen, Auszeichnungen, Anmerkungen) | Höchstplatzierung, Gesamtwochen, AuszeichnungChartplatzierungen (Jahr, Titel, Musiklabel, Platzierungen, Wochen, Auszeichnungen, Anmerkungen) | Höchstplatzierung, Gesamtwochen, AuszeichnungChartplatzierungen (Jahr, Titel, Musiklabel, Platzierungen, Wochen, Auszeichnungen, Anmerkungen) | Anmerkungen                                             |
| Jahr | Titel Musiklabel | FR | BEW | CH | Anmerkungen                                             |
| ---- | ---------------- | --- | --- | --- | ------------------------------------------------------- |
| 2020 | Synkinisi Sony   | FR4 Platin · (120 Wo.)FR | BEW14 (36 Wo.)BEW | CH49 (1 Wo.)CH | Erstveröffentlichung: 27. März 2020 Verkäufe: + 100.000 |
| 2022 | Algorithme Sony  | FR152 (1 Wo.)FR | — | — | Erstveröffentlichung: 9. Dezember 2022                  |

### Mixtapes
| Jahr | Titel Musiklabel           | Höchstplatzierung, Gesamtwochen, AuszeichnungChartplatzierungen (Jahr, Titel, Musiklabel, Platzierungen, Wochen, Auszeichnungen, Anmerkungen) | Höchstplatzierung, Gesamtwochen, AuszeichnungChartplatzierungen (Jahr, Titel, Musiklabel, Platzierungen, Wochen, Auszeichnungen, Anmerkungen) | Höchstplatzierung, Gesamtwochen, AuszeichnungChartplatzierungen (Jahr, Titel, Musiklabel, Platzierungen, Wochen, Auszeichnungen, Anmerkungen) | Anmerkungen                         |
| Jahr | Titel Musiklabel           | FR | BEW | CH | Anmerkungen                         |
| ---- | -------------------------- | --- | --- | --- | ----------------------------------- |
| 2018 | Dos argenté ADM Core, Sony | FR68 (5 Wo.)FR | — | — | Erstveröffentlichung: 22. Juni 2018 |

### Singles
| Jahr | Titel Album                 | Höchstplatzierung, Gesamtwochen, AuszeichnungChartplatzierungen (Jahr, Titel, Album, Platzierungen, Wochen, Auszeichnungen, Anmerkungen) | Höchstplatzierung, Gesamtwochen, AuszeichnungChartplatzierungen (Jahr, Titel, Album, Platzierungen, Wochen, Auszeichnungen, Anmerkungen) | Höchstplatzierung, Gesamtwochen, AuszeichnungChartplatzierungen (Jahr, Titel, Album, Platzierungen, Wochen, Auszeichnungen, Anmerkungen) | Anmerkungen                                                  |
| Jahr | Titel Album                 | FR | BEW | CH | Anmerkungen                                                  |
| --- | --------------------------- | --- | --- | --- | ------------------------------------------------------------ |
| 2018 | C’est pour nous Dos argenté | FR193 (1 Wo.)FR | — | — | Erstveröffentlichung: 24. August 2018                        |
| 2020 | Business Synkinisi          | FR73 (6 Wo.)FR | — | — | Erstveröffentlichung: 20. März 2020 feat. Sch                |
| 2020 | Djomb Synkinisi             | FR1 Diamant · (49 Wo.)FR | BEW1 Platin · (14 Wo.)BEW | CH11 Gold · (11 Wo.)CH | Erstveröffentlichung: 5. Juni 2020 Verkäufe: + 398.333       |
| 2020 | Trixma –                    | FR43 Gold · (8 Wo.)FR | — | — | Erstveröffentlichung: 18. September 2020 Verkäufe: + 100.000 |
| 2020 | Slide –                     | FR12 Platin · (21 Wo.)FR | — | — | Erstveröffentlichung: 23. Oktober 2020 Verkäufe: + 200.000   |
| 2021 | Gringa –                    | FR170 (1 Wo.)FR | — | — | Erstveröffentlichung: 15. Oktober 2021                       |
| 2022 | Himalaya Algorithme         | FR186 (1 Wo.)FR | — | — | Erstveröffentlichung: 21. März 2022 feat. Soolking           |
| Folgende Lieder erschienen nicht als Single, wurden aber durch das Album zum Download und Streaming bereitgestellt und konnten somit eine Platzierung erlangen: |                             | | | |                                                              |
| |                             | | | |                                                              |
| 2018 | Four Dos argenté            | FR129 (1 Wo.)FR | — | — | Charteinstieg: 31. August 2018                               |
| 2018 | Sans effets Dos argenté     | FR192 (1 Wo.)FR | — | — | Charteinstieg: 7. September 2018                             |
| 2020 | Défilé Synkinisi            | FR62 (12 Wo.)FR | — | — | Charteinstieg: 27. März 2020                                 |
| 2020 | Solitaire Synkinisi         | FR52 Platin · (16 Wo.)FR | — | — | Charteinstieg: 27. März 2020 Verkäufe: + 200.000             |
| 2020 | Cœur noir Synkinisi         | FR89 (12 Wo.)FR | — | — | Charteinstieg: 27. März 2020                                 |
| 2020 | Ravitaillé Synkinisi        | FR186 (1 Wo.)FR | — | — | Charteinstieg: 27. März 2020                                 |
| 2020 | Anomalie Synkinisi          | FR116 (3 Wo.)FR | — | — | Charteinstieg: 12. Juni 2020                                 |

### Gastbeiträge
| Jahr | Titel Album                                     | Höchstplatzierung, Gesamtwochen, AuszeichnungChartplatzierungen (Jahr, Titel, Album, Platzierungen, Wochen, Auszeichnungen, Anmerkungen) | Höchstplatzierung, Gesamtwochen, AuszeichnungChartplatzierungen (Jahr, Titel, Album, Platzierungen, Wochen, Auszeichnungen, Anmerkungen) | Höchstplatzierung, Gesamtwochen, AuszeichnungChartplatzierungen (Jahr, Titel, Album, Platzierungen, Wochen, Auszeichnungen, Anmerkungen) | Anmerkungen                                                               |
| Jahr | Titel Album                                     | FR | BEW | CH | Anmerkungen                                                               |
| --- | ----------------------------------------------- | --- | --- | --- | ------------------------------------------------------------------------- |
| 2021 | Vamos Mal Luné Music                            | FR178 (1 Wo.)FR | BEW48 (1 Wo.)BEW | — | Erstveröffentlichung: 8. Juni 2021 DJ Quick feat. Bosh & Naps             |
| 2021 | Ola ola ola –                                   | FR10 Platin · (16 Wo.)FR | — | — | Erstveröffentlichung: 30. Juli 2021 No Limit feat. Bosh & Heuss l’Enfoiré |
| Folgende Lieder erschienen nicht als Single, wurden aber durch das Album zum Download und Streaming bereitgestellt und konnten somit eine Platzierung erlangen: |                                                 | | | |                                                                           |
| |                                                 | | | |                                                                           |
| 2021 | Marié à la street Capo dei capi - Vol. II & III | FR106 (1 Wo.)FR | — | — | Alonzo feat. Bosh & Da Uzi                                                |

## Auszeichnungen für Musikverkäufe
| Goldene Schallplatte - Italien - 2021: für die Single Djomb |

Anmerkung: Auszeichnungen in Ländern aus den Charttabellen bzw. Chartboxen sind in ebendiesen zu finden.
| Land/RegionAuszeichnungen für Musikverkäufe (Land/Region, Auszeichnungen, Verkäufe, Quellen) | Gold     | Platin     | Diamant  | Verkäufe  | Quellen                     |
| -------------------------------------------------------------------------------------------- | -------- | ---------- | -------- | --------- | --------------------------- |
| Belgien (BRMA)                                                                               | —        | Platin1    | —        | 20.000    | ultratop.be                 |
| Frankreich (SNEP)                                                                            | Gold1    | 4× Platin4 | Diamant1 | 1.133.333 | infodisc.fr snepmusique.com |
| Italien (FIMI)                                                                               | Gold1    | —          | —        | 35.000    | fimi.it                     |
| Schweiz (IFPI)                                                                               | Gold1    | —          | —        | 10.000    | hitparade.ch                |
| Insgesamt                                                                                    | 3× Gold3 | 5× Platin5 | Diamant1 |           |                             |